# Argon
Argon är ett icke-metalliskt grundämne som har atomnummer 18 och kemiskt tecken Ar. Argon är den vanligaste ädelgasen och den finns i jordens atmosfär i en halt av cirka 0,93 %. Argon används ibland som förpackningsgas i livsmedel och har E-nummer E 938.

## Användning

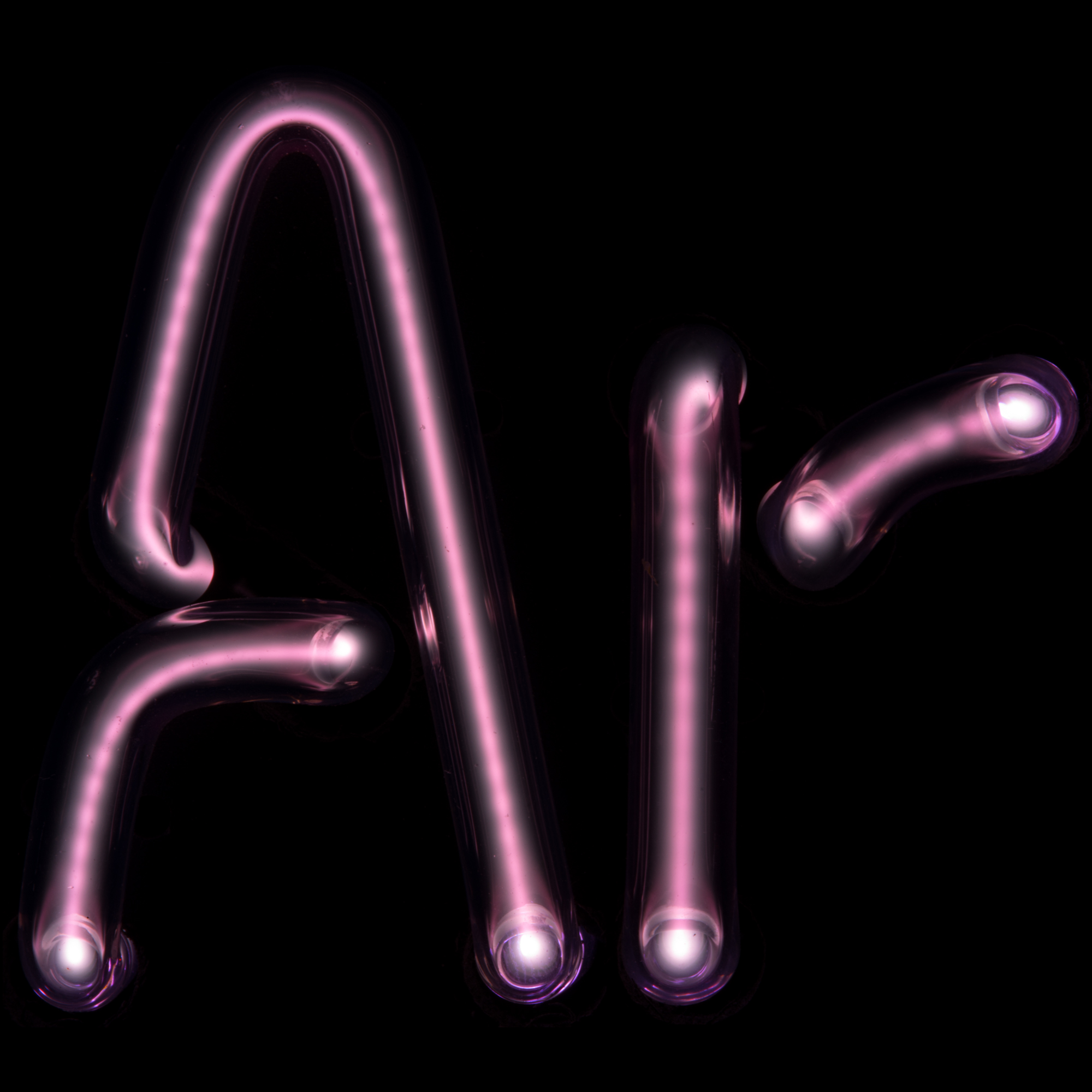
Ett argonfyllt glasrör lyser upp med hjälp av elektrisk ström och bildar förkortningen för argon.

Argon används ofta som skyddsgas när kväve är för reaktivt och andra ädelgaser för dyra. Argon har en stor användning i glödlampor där den skyddar volframtråden från oxidering. Gasen används också som skyddsgas vid svetsning av till exempel järn där metallen annars hade reagerat med luftens syre på grund av hettan. Flytande argon kan användas vid behandling av cancer då cellerna dör av den kraftiga nedkylningen. Även för att förbättra isolervärdet på fönster. 

## Förekomst
Argon är den vanligaste ädelgasen och jordens atmosfär består till 0,934 volymprocent av gasen.  
| Gas       | Procent i atmosfären (volym) |
| --------- | ---------------------------- |
| Kväve     | 78,084 %                     |
| Syre      | 20,946 %                     |
| Argon     | 0,934 %                      |
| Koldioxid | 0,035 %                      |
| Övrigt    | ca 0,001 %                   |

(Atmosfären består också av vattenånga, oftast mellan 1 och 4 %, som inte räknas med då mängden varierar stort, bland annat med temperatur och höjd.) 

## Framställning
Argon utvinns huvudsakligen från luft genom fraktionerad destillation. Argon bildas också genom sönderfall av den naturligt förekommande radioaktiva isotopen 40K.

## Historia
Engelsmannen Henry Cavendish utförde på 1780-talet experiment med urladdningar i en blandning av kväve och ett överskott av syre, varvid han erhöll kväveoxider som han absorberade i en alkalilösning. Efter att ha absorberat kvarvarande syrgas med kaliumsulfid fick han kvar en liten gasmängd, vilken bestod av ädelgaser från luften. Han fastställde dock aldrig dessa gasblåsor som ett nytt ämne.
När John William Strutt på 1880-talet bestämde densiteten för olika gaser upptäckte han att kväve som hade framställts ur luft hade lite högre densitet än det kväve som framställts ur ammoniak. Strutt hittade ingen förklaring på problemet men skotten sir William Ramsay gjorde en spektralanalys på luft befriad från syre och kväve och hittade då linjer som aldrig förr hade hittats i luft. 
När Ramsay 1894 ledde luftkväve över glödande magnesium, som reagerar med kväve, fann han att 1/80-del av gasen inte reagerade med magnesium. Forskarna kom då överens om att det var ett nytt grundämne som upptäckts och döpte gasen till argon efter det grekiska ordet argos som betyder trög eller lat.
Då Ramsay 1898 tillsammans med Morris Travers, destillerade argonet fann han att det innehöll ytterligare tre ädelgaser - neon, krypton och xenon.